# Březno (okres Mladá Boleslav)
Městys Březno (německy Bschesno) se nachází v okrese Mladá Boleslav, kraj Středočeský. Žije zde přibližně 1 100 obyvatel. Březno leží asi osm kilometrů východně od Mladé Boleslavi.

## Historie
První písemná zmínka o obci pochází z roku 1255. Obci byl 11. března 2008 obnoven status městyse.

### Územněsprávní začlenění
Dějiny územněsprávního začleňování zahrnují období od roku 1850 do současnosti. V chronologickém přehledu je uvedena územně administrativní příslušnost obce v roce, kdy ke změně došlo:
- 1850 země česká, kraj Jičín, politický i soudní okres Mladá Boleslav[5]
- 1855 země česká, kraj Mladá Boleslav, soudní okres Mladá Boleslav[5]
- 1868 země česká, politický i soudní okres Mladá Boleslav[5]
- 1939 země česká, Oberlandrat Jičín, politický i soudní okres Mladá Boleslav[6]
- 1942 země česká, Oberlandrat Praha, politický i soudní okres Mladá Boleslav[7]
- 1945 země česká, správní i soudní okres Mladá Boleslav[8]
- 1949 Pražský kraj, okres Mladá Boleslav[9]
- 1960 Středočeský kraj, okres Mladá Boleslav[10]

### Rok 1932
Ve vsi Březno u Mladé Boleslavě s 857 obyvateli v roce 1932 byly evidovány tyto živnosti a obchody: lékař, biograf Sokol, elektroinstalace, holič, hospodářské družstvo, 3 hostince, kapelník, klempíř, 2 koláři, konsum, kovář, 4 krejčí, mlýn, obuvník, pekař, pila, 2 porodní asistentky, rolník, řezník, 3 obchody se smíšeným zbožím, spořitelní a záložní spolek, tesařský mistr, 2 truhláři, velkostatek, 3 zahradnictví, 2 zámečníci, zednický mistr.

## Pamětihodnosti
- Zámek Březno
- Kostel svatého Václava na návsi
- Socha svatého Floriána na návsi
- Socha svatého Isidora
- Socha svatého Prokopa
- Socha svatého Václava
- Fara

## Obecní symboly
Obecní znak a vlajka byly přiděleny 14. června 2013. Cimbuřovité dělení štítu odkazuje na zdejší tvrz, později zámek. Stříbrný (jednoocasý) lev v červeném štítu připomíná Markvarta z Března, se kterým jsou spojeny počátky dějin městyse. Zlato-černá korouhev poté představuje erb Vartenberků, vlastníků Března před husitskými válkami. Dva březové listy (mluvící znamení) na jednom stonku symbolizují počet místních částí obce.

## Části obce
- Březno
- Dolánky

V letech 1850–1949 a od 1. ledna 1986 do 23. listopadu 1990 k městysi patřila i Nová Telib a od 1. ledna 1986 do 23. listopadu 1990 také Židněves.

## Vybavenost

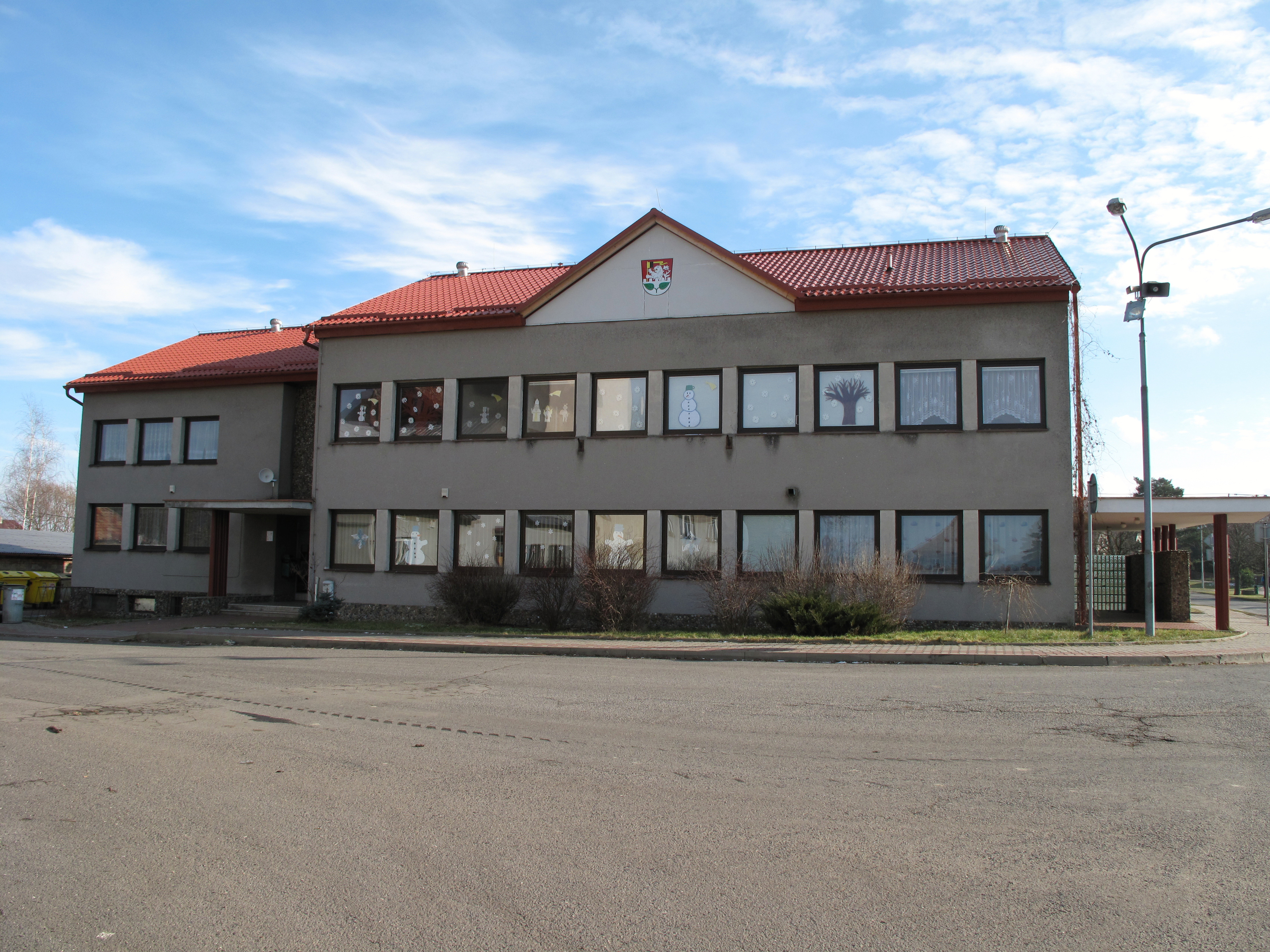
Mateřská školka

V obci se nachází zdravotní středisko, pošta, prodejna potravin a masa, hřbitov i kadeřnictví.
V oblasti školství má obec základní škola s kapacitou 200 žáků, kterou navštěvují žáci i ze sedmi sousedních obcí. Dále je zde mateřská škola s kapacitou 39 dětí.

## Doprava
Silniční doprava
Městysem prochází silnice II/280 Židněves – Březno – Dětenice – Kopidlno. Ve vzdálenosti 1 km vede silnice I/16 Mělník – Mladá Boleslav – Jičín.
Železniční doprava
Městys Březno leží na železniční trati 064 Mladá Boleslav – Dolní Bousov – Stará Paka. Jedná se o jednokolejnou regionální trať, doprava byla na trati zahájena roku 1905. Přepravní zatížení tratě 064 mezi Mladou Boleslaví a Dolním Bousovem činilo v pracovních dnech roku 2011 obousměrně 14 osobních vlaků. Na území městyse leží železniční zastávka Březno u Mladé Boleslavi.
Autobusová doprava
Městysem projížděly v květnu 2011 autobusové linky do těchto cílů: Libáň, Mladá Boleslav, Rožďalovice, Semčice (dopravce TRANSCENTRUM bus, s.r.o.) 